# Live in Anaheim
Live in Anaheim — концертний мініальбом канадського поп-панк гурту Simple Plan. Записаний під час виступу гурту у клубі Dew Burning Van у місті Анахайм. Виданий 21 лютого 2004 року під лейблом Atlantic Records.

## Список пісень
| #  | Назва                            | Тривалість |
| -- | -------------------------------- | ---------- |
| 1. | «You Don't Mean Anything» (Live) |            |
| 2. | «The Worst Day Ever» (Live)      |            |
| 3. | «God Must Hate Me» (Live)        |            |
| 4. | «Grow Up» (Live)                 |            |
| 5. | «Addicted» (Live)                |            |
| 6. | «One Day» (Live)                 |            |
| 7. | «I'd Do Anything» (Live)         |            |
| 8. | «Perfect» (Live)                 |            |

Слід зазначити, що під час виступу гурт зіграв пісні «When I'm With You» та «Crash and Burn» проте вони не увійшли до платівки.